# This is love
「This is love」（ディス・イズ・ラブ）は、SMAPの45枚目のシングル。2010年8月4日にビクターエンタテインメントから発売された。

## 概要
フジテレビ系列で放送されていたバラエティ番組『SMAP×SMAP』テーマソング第9弾。また、同番組のテーマソングが製作されたのは、前作『freebird』以来およそ8年3ヶ月ぶり。
SMAPのCDで初となる「通常盤」・「SB Version」・「SS Version」の3種で販売。
初回限定盤の「SB Version」・「SS Version」は紙ジャケット仕様で、カップリング曲が一部異なる他、それぞれ別内容のDVDが同梱されている。
また、ジャケットには「お楽しみYour Number」が000001から記されており、当選番号と一致した50人には、東京ドームで2010年9月15日開催のコンサートのバックステージに招待された。「通常盤」には、期間限定で「メンバー着ボイス」がダウンロード出来る、シリアルナンバーが封入されている。
このシングルの発売以降、SMAPのシングルCDでは「初回限定盤」や「通常盤」など2種以上でリリースされている。
ちなみに、「SB version」の「SB」とは、メンバーがCM出演している「SoftBank」の略であり、「SS version」の「SS」とは「SMAP×SMAP」の略である。「SB」のほうには、「SoftBank」のCMで使われる曲「Love & Peace Inside?」の音源とスペシャル映像が収録されており、「SS」のほうには、『SMAP×SMAP』のテーマソング「This is love」のスペシャル映像が収録されている。
3種全てのジャケットには「弾丸ファイター」以来、メンバーの写真が使用されている。このシングルの発売以降もジャケットにメンバーの写真が使用されている。
カップリング楽曲の「Love & Peace Inside?」は、本作の2週間前に発売されているアルバム『We are SMAP!』にも収録されている。また「Love & Peace Inside?」はソフトバンクモバイルのCMソング、「グラマラス」はロッテ・グリーンガムのCMソングに使用されている。
歌詞カードに記載されている「This is love」のラップ詞部分の頭文字を取ると「D.E.L.I.C.O.S.M.A.P.」と読むことが出来る。「This is Love」の作詞・作曲を担当したLOVE PSYCHEDELICOはこの楽曲のメンバーの歌割りも担当し、レコーディングにも立ち合っている。ちなみに、この「This is love」以外にもSMAPへ提供する曲を制作期間の4か月の中で10曲ほど書き上げたという。
マイケル・ジャクソンの「ブラック・オア・ホワイト」を彷彿とさせる曲調で、LOVE PSYCHEDELICOがマイケルを意識して作った。
また、タイトルも「THIS IS IT」に意識しており、そのためかディレクターが説明時に「THIS IS IT」と言いかけたことをSMAPがチクった。
カップリングの「グラマラス」の作詞・作曲は『We are SMAP!』でも楽曲を提供した小室哲哉が担当。小室がジャニーズのアイドルグループに楽曲を提供するのは、SMAPが初である。落ち着いた雰囲気のAメロから一転して、いきなり高音が伸びるサビに移行する曲構成になっており、小室は「曲を作ってる時に早くサビに行きたくなって、Bメロを飛ばしてサビを作った」と語っている。歌割りも小室が担当。中居はこの曲に関して「最初はキーが高いから絶対歌えないと思っていたけど、実際に歌ってみたらすごく気持ちよかった」と語った。

## チャート成績
2010年8月16日付のオリコン週間シングルチャートで首位を獲得。SMAPにとって同チャートでの1位獲得は12作連続、通算23作目となった。TOP10獲得はデビューから45作連続および20年連続となり、連続TOP10獲得年数でB'zに並ぶ1位タイを記録した。初動売上は27.6万枚であった。

## 収録曲

### CD

#### SB Version・通常盤
※はSB Versionのみ収録。
1. This is love
Sound Produced by LOVE PSYCHEDELICO
作詞・作曲：LOVE PSYCHEDELICO
  - フジテレビ系「SMAP×SMAP」テーマソング
2. グラマラス
作詞・作曲：小室哲哉 / 編曲：Army Slick
  - ロッテ「グリーンガム」CMソング
3. Love & Peace Inside?※
作詞・作曲・編曲：槇原敬之
  - 19thアルバム「We are SMAP!」収録曲
  - ソフトバンクモバイル CMソング
  - SMAPxSMAPにてMVが制作されている。
4. This is love（back track）
5. グラマラス（back track）
6. Love & Peace Inside?（back track）※

#### SS Version
1. This is love
2. グラマラス
3. Secret Summer
作詞：市川喜康 / 作曲・編曲：本間昭光
4. This is love（back track）
5. グラマラス（back track）
6. Secret Summer（back track）

### DVD

#### SB Version
1. 『Love & Peace Inside?』スペシャル映像

#### SS Version
1. 『This is love』スペシャル映像

## 収録アルバム
- We are SMAP!（SB Version#3）
- SMAP AID（#1）

## クレジット
This is love
- LOVE PSYCHEDELICO
  - KUMI：Chorus, Bongo, Shaker, Cabasa, Snare Drum
  - NAOKI：Chorus, Electric Guitar, Acoustic Guitar, Electric Piano, Computer Programming
- 堀江博久：Organ, Synthesizer
- 小田原友洋：Chorus

グラマラス
- 小室哲哉：All Instruments
- 小田原友洋：Chorus

Love & Peace Inside?
- 石成正人：Acoustic Guitar
- 槇原敬之：Chorus, All Other Instruments